# Brimstone
 Brimstone (от англ. brimstone — сера) — высокотехнологичная самонаводящаяся ракета класса «воздух-земля». Разработана международным консорциумом MBDA для британских ВВС (RAF). Снабжена активной радиолокационной головкой самонаведения, позволяющей с большой точностью поражать движущиеся цели. Кроме того, имеется возможность лазерного наведения. В отличие от аналогичных систем, таких как AGM-65G Maverick, боевая часть устроена по тандемному принципу, что обеспечивает более эффективное поражение современных типов брони. Относительно небольшая зона поражения позволяет снизить сопутствующий ущерб.
Поступила на вооружение RAF в 2005 году. Стоимость одной ракеты составляет около 100 тыс. фунтов стерлингов (около 150 тыс. долларов США).

## Конструкция

### Общие сведения
Первоначально предполагалось, что ракета будет развитием оригинальной лазерной AGM-114 Hellfire с заменой лазерной ГСН на ГСН миллиметрового радиодиапазона (94 ГГерц). В ходе разработки практически вся ракета была переработана, в результате чего ракета не имеет ничего общего с оригиналом, кроме внешней формы.
Brimstone имеет боеголовку с тандемным кумулятивным зарядом (англ. Tandem Shaped Charge (TSC)) массой 6,3 кг, в которой используется меньший начальный заряд около 100 г, предназначенный для пробития динамической защиты, за которым следует более крупный и более разрушительный заряд массой 6,2 кг, для пробития базовой брони. По расчётам Brimstone в 3 раза эффективнее ракеты AGM-65G Maverick против современных танков и в 7 раз эффективнее кассетной бомбы BL755. По данным Министерства обороны Британии, в бою Brimstone продемонстрировала точность и надёжность, «намного превышающие 90 процентов»; Главный маршал авиации сэр Стивен Далтон заявил, что от 98,3 % до 98,7 % Brimstone, выпущенных в Ливии, «сделали именно то, что мы ожидали».

### Целеуказание и датчики
Brimstone — это ракета типа «выстрелил и забыл», в которую  данные о наведении загружаются перед запуском офицером по системам вооружения (англ. Weapon Systems Officer (WSO)).
После выхода из пусковой установки ракетный двигатель разгоняет ракету до сверхзвуковой скорости. Этот двигатель имеет короткое время горения и очень низкий уровень дымообразования, обеспечивая малозаметную видимую и инфракрасную сигнатуру, что сводит к минимуму вероятность обнаружения вражескими датчиками.
Ракета программируется для адаптации к конкретным требованиям каждой боевой задачи.  Можно запрограммировать поражение целей строго в определённой области (например, находящиеся рядом с дружественными силами) и самоуничтожаться, если цель в обозначенной области найти не удаётся.
В дополнение к полуавтономной способности определять свои собственные цели, Brimstone имеет возможность определять, где на цель лучше всего нанести удар, нанеся наибольший урон. Усовершенствованный комплект датчиков ракеты включает в себя высокочастотный радар миллиметрового диапазона, который позволяет оружию отображать местоположение цели. Возможно запрограммировать ракету на поражение целей с определенной радиолокационной сигнатурой, например, патрульных катеров. Поскольку в воздухе может находиться до двадцати четырёх ракет, система наведения имеет алгоритм, гарантирующий, что ракеты поразят свои цели в шахматном порядке, а не все одновременно.
Brimstone можно запускать в нескольких режимах атаки: прямо или косвенно против одиночных целей, колонны целей или группы целей. Последний режим использует возможность залпового огня. После запуска ракет носитель может свободно маневрировать вдали от целевой области или поражать другие цели.

## Модификации
Первые наземные пуски ракеты Brimstone были произведены в августе 1999 г., а затем в сентябре 2000 г. последовали первые пуски с воздуха с штурмовика Tornado GR4.

### Dual-Mode Brimstone
Оригинальную версию Brimstone согласно Правилам применения оружия нельзя было использовать в Афганистане. Поэтому была создана двухрежимная Brimstone. Новые ракеты имели лазерное наведение в соответствии со стандартом STANAG 3733, а также сохраняли ГСН миллиметрового диапазона. Пилот может выбрать один из режимов или использовать оба одновременно. Лазерное наведение позволяет поражать конкретные цели противника в плотном окружении, радар миллиметрового диапазона обеспечивает точность поражения движущихся целей. Разработка и закупка оригинальных однорежимных ракет стоила 370 миллионов фунтов стерлингов, Разработка двухрежимной версии стоила дополнительно 10 миллионов фунтов стерлингов. Daily Telegraph сообщила, что двухрежимные ракеты стоят 105 000 фунтов стерлингов, что сопоставимо со стоимостью AGM-65 Maverick; Министерство обороны указывает только общую балансовую стоимость в размере 175 000 фунтов стерлингов, которая включает затраты на разработку, а также стоимость покупки ракеты. Модернизация однорежимной ракеты до двухрежимной стоит от 35 000 до 45 000 фунтов стерлингов плюс НДС, в зависимости от заказанного количества.

### Brimstone 2 (SPEAR 2)
В марте 2010 г. Brimstone была выбрана в качестве основы в рамках программы RAF Selective Precision Effects At Range (SPEAR) Capability 2 Block 1. Характеристики ракеты были значительно улучшены. Боеголовка и ракетный двигатель были модифицированы в рамках концепции нечувствительных боеприпасов. 
Brimstone 2 имеет улучшенную головку самонаведения (ГСН) миллиметрового диапазона , более модульную конструкцию и усовершенствования планера и программного обеспечения для «общего повышения производительности за счёт увеличения дальности и площади поражения», включая «увеличение более чем на 200 %» максимальной дальности.
Серия испытаний из пяти запусков в октябре 2013 г. завершилась успешным ударом по пикапу, движущемуся со скоростью 110 км / ч на загромождённой дороге.
В июле 2016 года ракета Brimstone 2 была дополнительно модернизирована за счёт внедрения нечувствительного ракетного двигателя и боеголовки. Она была успешно интегрирована в Tornado GR4 и прошла испытания на Eurofighter Typhoon и AH-64E Apache.
В феврале 2016 года в ходе интеграционных испытаний с Tornado GR4 было выпущено 11 ракет по «различным конструкциям, очень небольшому быстродвижущемуся транспортному средству и целям, находящимся на границе диапазона характеристик системы вооружения». В целом 91 %, или 10 из 11 запусков, были успешными; единственная ракета, которая не попала в цель, была задействована в выстреле на очень малую дальность, при котором головке полуактивного лазерного самонаведения и ГСН не хватило времени, чтобы эффективно захватить цель. 
В июле 2016 года MBDA предложила новый вариант Brimstone 2 для AH-64E Apache. Он предоставляет пилоту возможность выбора траектории полёта ракеты, что позволяет вести огонь по линии прямой видимости (настильная траектория) а так же использовать высокие и низкие профили полёта, чтобы избежать близких препятствий. Также расширен новый набор режимов боеголовки, который включает в себя задержку, взрыв в воздухе, ударный и неконтактный взрыватель.

### Корабельная ракета Brimstone Sea Spear
25 июня 2012 года MBDA протестировала морской вариант для использования против скопления небольших судов под названием Sea SPEAR. С Tornado GR4 был запущен прототип, который поразил и затопил 6-метровую надувную лодку, двигавшуюся со скоростью 20 узлов при волнении моря 3 балла . 29 мая 2013 г. компания MBDA провела залповый запуск трёх боевых ракет Brimstone миллиметрового диапазона, запущенных с морской платформы, по моделируемому атакующему строю из пяти целей, представляющих быстроходные катера. Успешные испытательные стрельбы продемонстрировали способность Sea SPEAR поражать множество отдельных целей. Во время испытаний одна из мишеней, 15-метровое судно, двигалась со скоростью 20 узлов. MBDA сделала Sea SPEAR совместимой с ракетой Raytheon Sea Griffin для интеграции на американские боевые корабли прибрежной зоны. Однако ВМС США выбрали AGM-114L Hellfire.

### Brimstone 3
В марте 2018 года Министерство обороны Великобритании заключило с MBDA контракт на 400 миллионов фунтов стерлингов в рамках Программы поддержки возможностей (CSP) для решения проблемы устаревания Brimstone 2 с помощью нового аппаратного стандарта. Brimstone CSP, позже переименованный в Brimstone 3A, сохраняет ряд ключевых компонентов от устаревшего Brimstone 2, в том числе модульный планер, разработанную MBDA улучшенную двухрежимную (радиочастотная / полуактивный лазер) ГСН, ракетный двигатель Vulcan, выполненный с использованием технологий нечувствительных боеприпасов (IM), полученный от Roxel, и IM-совместимая многоцелевая боеголовка, разработанная дочерней компанией MBDA TDW в Германии. Улучшения B3A включали микроэлектромеханическую систему следующего поколения (MEMS) - на базе тактического инерциального измерительного блока (IMU) разработки Atlantic Inertial Systems (AIS) и нового усовершенствованного автопилота для повышения точности на предельной дальности.
30 марта 2020 года министерство обороны Великобритании (МО) заключило с MBDA контракт на усовершенствование программного обеспечения Brimstone 3 с версии Brimstone 3A  до версии Brimstone 3B.

### SPEAR 3
В 2010 году компания MBDA получила контракт на создание сетевой ракеты SPEAR 3, в которой используются технологии, примененные в ракете Brimstone. SPEAR 3 должна летать с высокой дозвуковой скоростью и иметь дальность не менее 100 км. Она оснащена турбореактивным двигателем Hamilton Sundstrand TJ-150, раздвижными крыльями, и  многорежимной ГСН (наведение INS/GPS) и каналом управления. Ракета предназначена для оснащения многоцелевых истребителей Eurofighter Typhoon и Lockheed Martin F-35 Lightning II и, как ожидается, поступит на вооружение Королевских ВВС в середине 2020-х годов.  Лётные испытания проводились в 2014 году с истребителя Eurofighter Typhoon. Также была предложена версия радиоэлектронной борьбы с возможностью роя, названная SPEAR EW.

## Тактико-технические характеристики
- Общая масса: 49 кг
- Длина: 1,8 метра
- Боеголовка: тандемная кумулятивная.
- вес начального заряда — 100 г
- вес основного заряда — 6,2 кг.
- Максимальная дальность пуска: 20 км (Brimstone I) / 60 км (Brimstone II)[27]
- Максимальная высота пуска: 6000 метров
- Скоростной тип: сверхзвуковая[28]

## Особенности
- В отличие от других управляемых ракет типа «воздух-земля», Brimstone обеспечивает поражение движущихся целей при запуске с высокоскоростного самолёта-носителя, что снижает вероятность поражения последнего средствами ПВО противника[28][прим. 2].
- Небольшие размеры ракеты позволяют увеличить число поражаемых целей за один боевой вылет. Так, британский штурмовик «Торнадо» может нести до 12 ракет Brimstone[28].
- Улучшенная система радарного наведения миллиметрового диапазона позволяет поражать цели, движущиеся со скоростью более 100 км/час[28].
- Тандемный принцип устройства боевой части обеспечивает эффективное поражение современных типов брони[28].

## Боевое применение
C декабря 2015 года RAF применяет ракеты Brimstone при бомбардировках в Сирии.
Широко использовалась в операциях в Афганистане и Ливии. В ходе первого удара этими ракетами в Ливии было уничтожено три танка Т-72 в районе Адждабии.
18 мая 2022 года было заявлено о первом успешном боевом применении Brimstone в ходе вторжения России на Украину. Две ракеты Brimstone I, адаптированные для стрельбы из наземных транспортных средств,  поразили два российских танка
22 ноября 2022 года по информации The Telegraph: Великобритания передала Украине усовершенствованные ракеты Brimstone II — с лазерным наведением и увеличенной дальностью пуска.

## Операторы
- Великобритания: Dual-Mode Brimstone и Brimstone 2[35]
- Саудовская Аравия: Brimstone[35][36]
- Германия[36]
- Катар
- Украина:  Brimstone и Brimstone II 92[37][38][39][40]